# 三十八社站
三十八社站（日语：／ Sanjuhassha Eki */?）是位於福井縣福井市下江尻町，屬於福井鐵道福武線的電車站。車站編號為F10。本站剛好位處福井市和鯖江市的交界，已停止使用的站房、洗手間、單車停泊處及往福井方向的下行半分月台仍落在福井市範圍，因此歸納為福井市內的車站。而整個上行月台、以及部份下行南端月台則座落於鯖江市的範圍內。

## 車站構造
本站建有一座以木板及配以水泥地基的單層站房，位於下行月台的前端旁。但該站房現時已不再使用，並成為儲物室。站房左端的部份位置，與左側的有蓋單車場皆成為了停放單車的地方。單車場前端則為男、女獨立式（女洗手間兼容殘疾人士）沖水式洗手間1座。
2010年代初，下行月台初進行了車站改善工程，在站房前及月台旁加設了2條水泥建成的無障礙斜度，並且改善連接月台之間平交道的橫過設施，使輪椅使用者皆可進出車站。至於上行月台，在前端亦設有一個簡易式的出入口，但並非無障礙式。而站前設有11個泊車位的轉乘停車場。

### 月台
本站現時設有側式月台2座。其中往福井的線道為主軌道，供快速列車通過；往武生方向為避線軌道。而各月台上均設有一座半開放式的有蓋候車室。
在現行時間表下，上、下行急行列車皆為在本站交匯，當中往武生新的列車會先到達側線作運轉停車（仍不設上落），讓往福井的列車通過後才繼續前進。
| 月台                | 路線                   | 上下行 | 方向               |
| ------------------- | ---------------------- | ------ | ------------------ |
| 福井方向 （站房方） | ■福武線 （鳳凰田原線） | 下行   | 福井站、田原町方向 |
| 武生方向 （東邊）   | ■福武線 （鳳凰田原線） | 上行   | 武生新方向         |

## 歷史
- 1927年6月5日：車站啟用[1]。
- 1935年7月5日：電車站向武生一方遷移600米。
- 1972年10月12日：改為無人車站。
- 2024年10月11日：可使用ICOCA及全國通用IC卡付款[2][3]。

## 使用狀況
根據國土交通省「國土數值情報」，以下為1日平均上下車人次：
| 上落車人次變化 | 上落車人次變化 |
| 年度           | 1日平均人次    |
| -------------- | -------------- |
| 2004           | 71             |
|                |                |
| 2007           | 55             |
|                |                |
| 2011           | 104            |
| 2012           | 90             |
| 2013           | 90             |
| 2014           | 90             |
| 2015           | 120            |
| 2016           | 53             |
| 2017           | 51             |
| 2018           | 53             |
| 2019           | 58             |
| 2020           | 49             |
| 2021           | 30             |
| 2022           | 55             |

## 相鄰車站
福井鐵道
■福武線
■急行、■區間急行
通過
■普通
鳥羽中（F9）－三十八社（F10）－泰澄之里（F11）

## 外部連結
- 福井鐵道三十八社站 （页面存档备份，存于）（日語） - 福井鐵道